# Initia HC Hasselt
Cet article concerne la section masculine de l'Initia HC Hasselt. Pour la section féminine de l'Initia HC Hasselt, voir Initia HC Hasselt (féminines).
Maillots
Actualités
L' Initia Handbal Club Hasselt, abrégé en Initia HC Hasselt, était un club de handball, situé à Hasselt en Belgique dans le Limbourg belge.
Porteur du matricule 142, le club a fusionné en 2022 avec son voisin du Handbal Tongeren, matricule 143. L' Hubo Handbal devient le fruit de cette fusion, bien qu'évoluant à Hasselt, cette collaboration limbourgeoise voit la disparition du matricule 142, alors le plus titré du royaume. Avec treize titres de champion de Belgique, dix Coupe de Belgique et deux BeNe League, principalement remporté dans les années 1980, 1990 et 2010, l'Initia HC Hasselt fut un des tout grand nom du handball belge.
Réputé également pour son équipe de handball féminin (voir Initia HC Hasselt (féminines)), le club était affilié à la VHV.

## Histoire
| Division    | nombres de saisons | Saisons |
| ----------- | ------------------ | --- |
| BeNe League | 14                 | 2007/2008, 2008/2009, 2009/2010, 2010/2011, 2011/2012, 2012/2013, 2013/2014, 2014/2015, 2015/2016, 2016/2017, 2017/2018, 2018/2019, 2019/2020, 2021/2022 |
| Division 1  | 42                 | 1979/1980, 1980/1981, 1981/1982, 1982/1983, 1983/1984, 1984/1985, 1985/1986, 1986/1987, 1987/1988, 1988/1989, 1989/1990, 1990/1991, 1991/1992, 1992/1993, 1993/1994, 1994/1995, 1995/1996, 1996/1997, 1997/1998, 1998/1999, 1999/2000, 2000/2001, 2001/2002, 2002/2003, 2003/2004, 2004/2005, 2005/2006, 2006/2007, 2007/2008, 2008/2009, 2009/2010, 2010/2011, 2011/2012, 2012/2013, 2013/2014, 2014/2015, 2015/2016, 2016/2017, 2017/2018, 2018/2019, 2019/2020, 2021/2022 |

### 1971-1979: Des débuts en apothéose

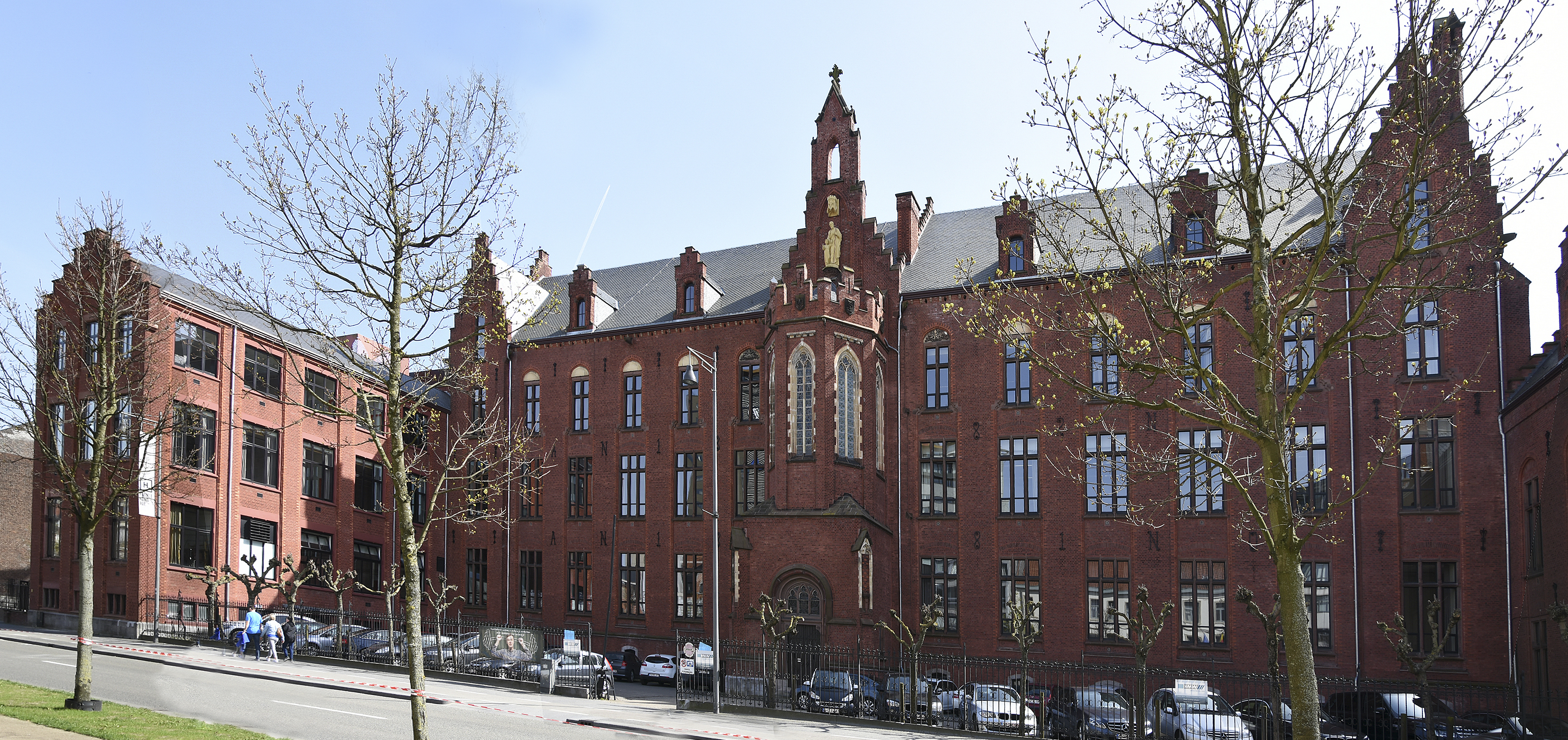
Ancien Collège Saint-Joseph d'Hasselt.

Fondé le 18 juin 1971 par des anciens étudiants du Collège Saint-Joseph d'Hasselt, le club prend pour nom OLSJOC, acronyme signifiant Oud Leerlingen Sint-Jozefscollege, soit Les anciens étudiants du Collège Saint-Joseph. Obtenant le matricule 142, le club débute en Provinciale limbourgeoise (4e niveau), il ne faudra seulement que deux saisons pour accéder à la Division 3. À cette période, le nom change définitivement pour devenir le Initia Handbal Club Hasselt ou communément Initia HC Hasselt. Après trois saisons passées en D3, sous la houlette de Vuc Roganovic, les Limbourgeois terminent champion. Un nouveau titre synonyme de montée en Division 2.
Entraîné par le duo Vuc Roganovic-Jos Schouterden, les vert et blanc connaissent leurs tout premiers émois grâce une victoire en huitième de finale de Coupe contre le Progrès HC Seraing, alors champion en titre. Une période faste pour l'Initia qui termine la saison suivante champion. Un titre qui permet aux Hasseltois d'accéder à l'élite du handball belge, soit huit ans après sa fondation. L' Initia HC Hasselt devient ainsi, après le Sporting Neerpelt, le second club limbourgeois à accéder à la Division 1.

### 1979-1991: Hasselt et Neerpelt au sommet du handball belge
Les premières années d'Hasselt en Division 1 sont assez convaincantes. Promus lors de la saison 1979/1980, les Limbourgeois parviennent effectivement à signer une honorable 5e place sous la houlette de Piet Bamelis. Lors de l’exercice suivant, Bert Berghs prend les commandes de l'équipe. Régressant à la 6e place, Hasselt parvient à terminer sur la troisième marche du podium à l'issue de la saison 1981/1981. Une 3e place historique puisqu'elle permet à l'Initia d'entreprendre sa toute première campagne européenne.
Renforcé du gardien Mieczysław Wojczak, ancien international polonais et médaillé de bronze aux Jeux olympiques de Séoul, Hasselt entame la saison 1982/1983 par la Coupe d'Europe et plus précisément par la Coupe IHF (C2). Une campagne que l'on peut qualifier d'historique tant pour le club que pour le handball belge. Dans cette toute récente compétition, l'Initia Hasselt parvient à se défaire successivement des Français du Stella Saint-Maur au premier tour, puis des italiens de Magnago au second tour permettant aux Hasseltois de se hisser en 1/4 de finale de la compétition, une première pour un club belge. Opposé aux Finlandais du BK-46 Karis, le matricule 142 aurait même pu prétendre l'exploit d'atteindre les 1/2 finale de la compétition européenne. Défait 26 à 23 à Karis, les joueurs s'inclineront à nouveau sur le petit d'écart de 26 à 24 à Hasselt. L'Initia sort ainsi avec les honneurs de leur toute première expérience européenne. Au niveau nationale, le club parvient à rééditer sa troisième place.
Lors de la saison 1983/1984, l'équipe se renforce des arrivées d' Eddy Swaeb, de Jaak Schuurmans ou encore de Charles Vanloo. Une série de renforts qui contribueront aux Hasseltois de briser l'hégémonie du Sporting Neerpelt en remportant son tout premier titre de champion de Belgique. Une saison historique pour les vert et blanc puisqu'en plus du titre, Hasselt parvient également à réaliser le doubler Coupe-Championnat en remportant le trophée au détriment du KV Sasja HC Hoboken lors d'une finale remportée 27 à 12. Un score qui resta un des plus gros écarts lors d'une finale de Coupe.
Lors des deux saisons qui suivirent, le club prouva qu'il était une des valeurs sûres du handball belge. En effet, l'Initia remporta deux titres lors des deux saisons suivantes et échoua en finale de la Coupe de Belgique en 1986, face à l'Union beynoise lors d'une rencontre des plus serrées qui se ponctua par un partage 19 à 19, il aura fallu attendre les prolongations pour voir l'Union beynoise battre Hasselt 24 à 23.
Au niveau européen, le club, champion de Belgique, participa pour la toute première fois de son histoire à la Coupe des clubs champions et puisque le club remporta trois fois le titre de suite, il participa également trois fois à cette compétition de suite.
Mais ces trois participations furent assez brèves étant donné que l'Initia fut éliminé de la Coupe des clubs champions dès le premier tour lors des trois participations, respectivement par les tchécoslovaques du TJ Scoda Plzeň, par les Danois du Helsingør HF et par les Français de l'USM Gagny.
Lors de la saison 1986/1987, Hasselt enregistra d'importants départs tels que celui de Joseph Smeets et Luc Brouwers qui partirent au HV Sittardia ainsi que du départ du gardien Mietek Wojczak, partit chez le rival du Sporting Neerpelt, le Sporting Neerpelt qui remporta une nouvelle édition deux journées avant la fin de la saison mais malgré ça, Hasselt réussit à se qualifier en Coupe IHF pour la saison suivante.
Une saison 1987/1988 qui vit arriver une nouvelle génération composée entre autres de Luc Brouwers mais aussi du Roumain, Cesar Draganita, une saison où le club, après avoir réalisé l'exploit d'éliminer les Hongrois de Dosza Debrecen, tomba face aux Espagnoles du CD Caja Madrid mais fut défait sur un total de 54 à 38 (35-13;19-25).
Alors qu'au niveau national, Hasselt rata le titre de peu, soit lors de la dernière journée.
La saison suivante, 1988/1989, fut des plus disputés en championnat puisqu'elle donna lieu à une féroce bataille pour le titre entre le Sporting Neerpelt et l'Initia lors des Play-offs.
Si bien que ce fut la dernière journée qui en décidera, Hasselt, vu comme le prétendant le plus sérieux au titre pour divers raisons qui sont d'une part que ce sont eux qui ont l'avantage de recevoir et donc de jouer devant leur public mais d'autre part que lors des débuts de ces play-offs l'Initia remporta le match sur le terrain de Neerpelt, 18 à 26.
Mais contre tout attende, ce fut le Sporting Neerpelt qui remporta cette édition, en s'imposant largement par une victoire de 18 à 26.
Tandis que lors de cette même saison, Hasselt fut rapidement éliminé en Coupe de Belgique, défait dans sa salle par l'Union beynoise lors des quarts de finale, 17 à 20.
Lors de la saison suivante, l'Initia voit le départ d'importants cadres du noyau tels que Luc Brouwers, Jean-Luc Greanjean, Ceyssens ou encore Vandenbroeck, tous internationaux.
Ces différents départs sous-entendent que Hasselt jouera plus un rôle de figurant que de prétendant lors de cette saison 1989/1990, et bien que ce fut le cas en championnat où l'Initia termina aux portes des play-offs, soit à la cinquième place ainsi qu'en coupe d'Europe, éliminé prématurément en Coupe IHF par les français de l'USM Gagny, sur un total de 78 à 42 (29-23;19-29).
La formation limbourgeoise réussit un formidable parcours en Coupe de Belgique où après s’être défait du Sporta Evere, 24 à 15 en quarts de finale, de l'Olse Merksem HC, 19 à 16 en demi-finales, l'Initia HC Hasselt se retrouva en finale face aux liégeois de l'Union beynoise.
Lors de cette finale pleine de rebondissements, un remake de la finale de 1986, et devant le public d'Overpelt, ce fut l'Initia HC Hasselt et son gardien, Stinissem, qui se mettent en premier aux devants de la scène puisque lors de cette première période, les Limbourgeois creusent rapidement un écart et bien que beyne réussit temporairement à passer devant avec un 10 à 9, les deux formations rentrent aux vestiaires sur un score de 13 à 10 en faveur de Hasselt.
Le début de la deuxième période fut beynoise, en effet dans un sursaut d’orgueil, le club liégeois avec l'aide de son joueur Fonsny , rattrapa son retard et passa même devant avec un 16 à 14.
Cependant, l'Union beynoise perdit plusieurs ballons et l'Initia concrétisa ces pertes de balles en 16 à 17, un but en plus que Hasselt réussit à conserver jusqu'à la 57e minute puisque Delic ramena les deux formations à égalité grâce à un penalty transformé et donc le score passa de 21 à 20 à 21 partout.
Ce fut ensuite autour de Draganitta, le joueur de l'Initia de tirer un penalty mais celui-ci butta sur Picône, ce qui permit à Beyne de passer devant avec une contre-attaque convertie de Bruni.
Alors qu'il ne restait plus qu'une minutes trente, Guy Smeets réussit in-extremis à arracher les prolongations pour Hasselt, une seconde période se ponctuant sur le score de 22 partout.
Lors de la première prolongation, aucune formation ne réussit à passer devant l'autre et celle-ci se termina sur le score de 26 partout et donc les deux équipes durent jouer encore dix minutes de plus, dix minutes où Hasselt creuse un écart de 26 à 28, l'Initia n'était nulle part durant les cinq dernières minutes et l'Union égalisait 28 partout.
Ce fut donc les tirs au but qui départagèrent les deux équipes, des tirs au but qui tournèrent à l'avantage de Hasselt puisque le Beynois, Yves Pivert fut le seul des dix joueurs qui rata son shoot, ainsi l'Initia put en quelque sorte prendre sa vengeance de la finale de 1986.
Cependant, l'Union porta une réclamation auprès de la CEP (Comité exécutif paritaire), car selon le règlement de la LFH (Ligue Francophone de handball), on ne doit disputer qu'une seule prolongation de dix minutes et qu'en cas de nouvelle égalité, on passe aussitôt aux jets de 7 m, or il y en a eu deux.
Mais, selon le règlement de la VHV (Vlaamse Handbal Vereniging), si lors de la première prolongations le score reste toujours à égalité, il faut rejouer une prolongation d'encore dix minutes, avant d'éventuellement passer aux penaltys.
En fait, le règlement de la VHV avait été mal traduit en français et bien qu'il fallut attendre un certain temps avant de connaitre la décision, Hasselt garda son trophée.
Ainsi l'Initia remporta bel et bien la Coupe de Belgique pour la deuxième fois et décrocha donc son ticket européen lors de la saison qui suivit.

### Les années 1990: L’âge d'or
Lors de la saison 1990/1991, Hasselt débuta par la Coupe d'Europe, plus précisément en Coupe des coupes, une compétition où les verts rencontrèrent la formation néerlandaise du Hermes Den Haag.
Et bien que Hasselt remporta la phase aller, 18 à 17, la rencontre retour fut beaucoup plus laborieuse pour les Limbourgeois qui furent défaits sur le score de 20 à 24 et donc l'Initia fut éliminé au premier tour sur le score total de 38 à 41.
Au niveau national, Hasselt, en bon tenant du titre, fit un nouveau parcours remarquable en Coupe de Belgique où après avoir éliminé le Sporta Evere, 27 à 29 en huitième de finale, puis après les quarts de finale, le club se défit de l'Olse Merksem HC, 23 à 28 et ainsi se qualifia en finale de la Coupe de Belgique.
Une finale se déroulant face au HC Herstal dans la salle de La Ruche, soit à domicile pour Herstal qui venait d’être sacré Champion de Belgique huit jours auparavant mais lors de la rencontre, les Liégeois réalisèrent le match de trop et l'Initia conserva son trophée dans une rencontre où les verts et noirs furent bien plus motivés et creusa rapidement un écart et même si le HC Herstal eut quelques moments d’orgueil, il ne réussit plus jamais à repasser devant et la rencontre se ponctua sur le score de 23 à 26.
Au niveau du championnat, le club dut prendre part à une course aux Play-offs entre l'Initia, l'Union beynoise et l'Olse Merksem HC qui se termina à la dernière journée de la phase classique.
Pour pouvoir espérer que Hasselt prendra part tour final, il fallut que l'Initia batte un adversaire de taille à savoir Neerpelt, si non ce sera l'Olse Merksem HC qui y participera, si quant à eux, ils arrivent à battre le promu du Sporta Evere et dans le cas peu probable où les deux formations ne réussirent pas à s'imposer, ce sera l'Union beynoise, s'il arrive à gagner chez RPSM mais finalement, la logique a été respectée et Neerpelt aura eu raison de Hasselt, et donc cette course au Play-offs fut remportée par les anversois de l'Olse Merksem HC, ainsi Hasselt finit la saison sur une sixième place.
En Coupe de Belgique, après avoir pourtant éliminé l'Olse Merksem HC, 16 à 15 en huitième de finale, puis le Sporta Evere, 24 à 25 en quart de finale, l'Initia ne fit pas le poids en demi-finales face au Sporting Neerpelt et n'arriva donc pas à conserver son trophée.
Alors qu'en championnat, au terme de la phase classique, avec le même nombre de points ainsi que le même nombre de victoires, l'Initia HC Hasselt et le Sporitng Neerpelt terminent tous deux à la quatrième place, dernière place qualificative pour les play-offs .
Dès lors, les deux clubs revendiquent leurs places en Play-offs le CEP (Comité exécutif paritaire) et l'UBH (Union belge de handball) devaient trancher entre l'article 631 C (goal average et dans ce cas Hasselt serait qualifié) ou l'article 641 B (organisation d'un test-match).
Ce fut finalement un test-match qui dut être joué à Hechtel-Eksel mais lors de ce test-match seul Neerpelt était présent, en effet Hasselt mécontent s'est pourvu en cassation.
Mais rien n'y fait et ce fut finalement le Sporting Neerpelt qui remporta le test-match sur forfait de l'Initia et donc fut qualifié pour les play-offs.

## Parcours
| Saison                 | Division           | Rang     | Coupe              | Europe*            |
| ---------------------- | ------------------ | -------- | ------------------ | ------------------ |
| OLSJOC                 |                    |          |                    |                    |
| 1971-1972              | Promotion Limbourg | ?        | ?                  | -                  |
| 1972-1973              | Promotion Limbourg | ?        | ?                  | -                  |
| Initia HC Hasselt      |                    |          |                    |                    |
| 1973-1974              | Division 3         | ?        | ?                  | -                  |
| 1974-1975              | Division 3         | ?        | ?                  | -                  |
| 1975-1976              | Division 3         | Champion | ?                  | -                  |
| 1976-1977              | Division 2         | 6        | ?                  | -                  |
| 1977-1978              | Division 2         | 4e       | Huitième de finale | -                  |
| 1978-1979              | Division 2         | Champion | ?                  | -                  |
| 1979-1980              | Division 1         | 5        | ?                  | -                  |
| 1980-1981              | Division 1         | 6e       | ?                  | -                  |
| 1981-1982              | Division 1         | 3        | ?                  | -                  |
| 1982-1983              | Division 1         | 2        | ?                  | C3 : 1/4 de finale |
| 1983-1984              | Division 1         | Champion | Vainqueur          | -                  |
| 1984-1985              | Division 1         | Champion | ?                  | C1 : 1er tour      |
| 1985-1986              | Division 1         | Champion | Finaliste          | C1 : 1er tour      |
| 1986-1987              | Division 1         | 4e       | ?                  | C1 : 1er tour      |
| 1987-1988              | Division 1         | 2e       | ?                  | C3 : 1er tour      |
| 1988-1989              | Division 1         | 2e       | ?                  | C3 : 1/8 de finale |
| 1989-1990              | Division 1         | 5e       | Vainqueur          | C3 : 1er tour      |
| 1990-1991              | Division 1         | 6e       | Vainqueur          | C2 : 1er tour      |
| 1991-1992              | Division 1         | 5e       | ?                  | C2 : 1er tour      |
| 1992-1993              | Division 1         | Champion | ?                  | -                  |
| 1993-1994              | Division 1         | Champion | ?                  | C1 : 2e tour       |
| 1994-1995              | Division 1         | Champion | Vainqueur          | C1 : 2e tour       |
| 1995-1996              | Division 1         | Champion | ?                  | C1 : 2e tour       |
| 1996-1997              | Division 1         | Champion | ?                  | C1 : 2e tour       |
| 1997-1998              | Division 1         | Champion | Vainqueur          | C1 : 2e tour       |
| 1998-1999              | Division 1         | Champion | Vainqueur          | C1 : 2e tour       |
| 1999-2000              | Division 1         | 4        | ?                  | C1 : 2e tour       |
| 2000-2001              | Division 1         | 2        | ?                  | -                  |
| 2001-2002              | Division 1         | 7        | ?                  | -                  |
| 2002-2003              | Division 1         | 3        | Vainqueur          | -                  |
| 2003-2004              | Division 1         | 2        | Finaliste          | -                  |
| 2004-2005              | Division 1         | 7        | ?                  | -                  |
| 2005-2006              | Division 1         | 4        | ?                  | -                  |
| 2006-2007              | Division 1         | 2        | ?                  | -                  |
| 2007-2008              | Division 1         | 4        | ?                  | -                  |
| 2008-2009              | Division 1         | 2        | Finaliste          | -                  |
| 2009-2010              | Division 1         | 3        | Vainqueur          | -                  |
| 2010-2011              | Division 1         | Champion | ?                  | -                  |
| 2011-2012              | Division 1         | 2        | Vainqueur          | C3 : 2e tour       |
| 2012-2013              | Division 1         | Champion | ?                  | C4 : 1/4 de finale |
| 2013-2014              | Division 1         | Champion | Vainqueur          | C4 : tour prélim.  |
| Hubo Initia HC Hasselt |                    |          |                    |                    |
| 2014-2015              | Division 1         | 2        | ?                  | -                  |
| 2015-2016              | Division 1         | ?        | ?                  | -                  |

 * Légende : C1=Ligue Des Champions; C2=Coupe des Vainqueurs de Coupe; C3= Coupe de l'EHF; C4=Coupe des Villes

## Palmarès
Le tableau suivant récapitule les performances de la section masculine du Initia Handbal Club Hasselt dans les diverses compétitions belges et européennes.
| Compétitions internationales | Compétitions nationales |
| - Coupe de l'EHF (C3) - Quart de finale : 1982-1983 - Coupe Challenge (C4) - Quart de finale : 2012-2013 - Benelux liga (1): 2013-2014 - Deuxième 2011-2012 | - Championnat de Belgique (12) - Premier : 1983/1984, 1984/1985, 1985/1986, 1992/1993, 1993/1994, 1994/1995, 1995/1996, 1996/1997, 1997/1998, 1998/1999, 2010/2011, 2012/2013 - Coupe de Belgique (9) - Vainqueur : 1984, 1990, 1991, 1995, 1998, 1999, 2003, 2010, 2011 - Championnat de Belgique D2 (1) - Premier : 1978/1979 - Promotions Limbourg (2) - Vainqueur : 1972/1973, 2012/2013 |

## Trophées individuels
Trophées individuels des joueurs de l'Initia Handbal Club Hasselt
| Handballeur de l'année |
| - 1984 Mietek Wojczak - 1985 Johan Smeets - 1994 Jean-Luc Grandjean - 1995 David Polfiet - 1997 Diethard Huygen - 1998 Joseph Delpire - 1999 Joseph Delpire |

| Meilleur Buteur de l'année |
| - 1994-1995 Jean-Luc Grandjean - 1995-1996 David Polfliet - 1996-1997 Diethard Huygen - 1997-1998 Diethard Huygen - 1998-1999 Joseph Delpire |

## Entraîneur emblématiques
- ?: Vuc Roganovic
- ?-1979: Vuc Roganovic-Jos Schouterden
- 1979-1980:  Piet Bamelis
- 1980-1982:  Bert Berghs
- 1982-:  Jos Schouterden/Friant
- 1986-1991:  Eddy De Smedt
- 1998:  Jos Schouterden
- 2001: Eddy Thomassen
- 2003-2006 :  Jos Schouterden
- 2013-2015 :  Jean-Luc Grandjean
- 2006-2015 :  Luc Boiten
- 2015-2017 :  Vladimir Tomanovic
- 2017-2017 :  Diethard Huygen
- 2017-2018 : Kornel Douven
- 2018-2019 :  Joop Fiege (nl)
- 2019-2019 :  Diethard Huygen
- 2019-2021 :  Joseph Delpire
- 2021- :  Tijl Habraken

## Joueurs emblématiques
- Mietek Wojczak
- Johan Smeets
- Jean-Luc Grandjean
- David Polfiet
- Diethard Huygen
- Joseph Delpire
- Thomas Cauwenberghs
- Bram Dewit
- Diethard Huygen
- Simon Ooms
- Cezar Drăgăniţă

## Compétitions européennes
L’Initia HC Hasselt  fut confronté à des poids lourds en Europe tels que les Allemands du THW Kiel, les bosniens du RK Borac Banja Luka, le club français du Paris Handball ou encore le club espagnole du PSA Pampelune.

### Adversaires européens
- SG Vfl BHW Hameln
- THW Kiel
- RK Borac Banja Luka
- Mavrommatis Ayiou Pavlou
- CD Caja Madrid
- SDC San Antonio
- Põlva Serviti
- BK-46 Karis
- Paris Handball
- Stella Sports Saint-Maur
- USM Gagny
- Dosza Debrecen
- FH Hafnarfjörður
- PF Cassano Magnago
- HB Dudelange
- HB Esch
- Horn Sittardia
- OCI Limburg Lions Geleen
- RK Sutjeska
- Handball Zabrze
- KS Azoty-Pulawy
- ABC Braga
- TJ Škoda Plzeň
- Stiinta M.D Bacau
- RK Partizan Belgrade
- RK Gorenje Velenje
- TSV St. Otmar Saint-Gall Handball
- Shakhtar Akademiya Donetsk

## Salle
L'Initia HC Hasselt évolue au Sporthal Alverberg, salle pouvant contenir 1730 personnes.

## Supporters
Les Green Dynamite, anciennement Initiative est l'un des principaux club de supporters du Initia HC Hasselt.